# Studenten-Polka
Studenten-Polka, op. 263, är en polka av Johann Strauss den yngre. Den framfördes första gången den 24 februari 1862 i Redouten-Saal i slottet Hofburg i Wien.

## Historia
Wiens studenter stod i främsta ledet när revolutionen 1848 startade. Efter att revolutionen hade slagits ned förlorade studenterna sitt inflytande och de ansågs opålitliga och till och med farliga för monarkins framtid. Det tog mer än tio år för studentföreningarna att åter etablera sig. Men när väl föreningarna bildades kunde de räkna med stöd från alla samhällsskikt. Ett angeläget ärende gällde finansiering av hälsovård för studenter vid Wiens universitet. Studentföreningarna ville hålla en bal i samband med karnevalen för att på så sätt få in pengar. I januari 1862 var tiden inne, en kommitté hade inrättats och den hade lyckats engagera en aktiv grupp som skulle ge balen ett gott rykte: stadens adelsdamer. Med detta stöd var det till och med möjligt att få tillstånd att hålla studentbalen i den vackraste och mest representativa balsalen i staden: Redouten-Saal i Hofburg. Det hade funnits olika studentbaler från de enskilda fakulteterna förut, men ingen allmän studentbal.
Johann Strauss komponerade sin Studenten-Polka och tillägnade den studenterna. Den uppfördes den 24 februari 1862 och i polkan citeras kända studentsånger såsom Gaudeamus igitur, Sind wir nicht zur Herrlichkeit geboren och Wohlauf noch getrunken den funkelnden Wein. Vid samma tillfälle spelades även valsen Patronessen (op. 264).

## Om polkan
Speltiden är ca 3 minuter och 32 sekunder plus minus några sekunder beroende på dirigentens musikaliska tolkning.